# Дханьямалини
Дханьямалини или Дханьямала (санскр. धन्यमाला) — в индуистской мифологии — вторая жена Раваны. О ней мало что известно, но в некоторых версиях Рамаяны она упоминается как дочь Майясуры и сестра Мандодари. В некоторых версиях Рамаяны у Дханьямалая было четыре сына от Раваны. Это были Атикая, Нарантака, Девантака и Тришира.